# Зеленогорская рукопись
Зеленого́рская ру́копись (чеш. Rukopis zelenohorský, RZ, нем. Grünberger Handschrift) — вторая (после более известной Краледворской; вместе они часто называются просто «рукописи» или по аббревиатуре RKZ) фальсификация славянского народного эпоса, выполненная Вацлавом Ганкой (возможно, при участии Йозефа Линды).
Прислана анонимно в 1818 году высочайшему бургграфу Франтишеку Коловрату, занимавшемуся сбором чешских древностей для основанного в этом году Национального музея в Праге (библиотекарем которого был Ганка). Лишь в 1859 году была обнародована версия, согласно которой рукопись была найдена в графском замке Зелена-Гора в Западной Чехии казначеем Йозефом Коваржем. После этого появилось название «Зеленогорская рукопись». Часто её называют «Суд Либуше» или «Любушин суд» (чеш. Libušin soud) по основному содержащемуся в ней тексту. По заявлению Ганки, рукопись представляет собой древнейший известный славянский эпос, относящийся к рубежу VIII и IX столетий.
Зеленогорская рукопись целиком написана зелёными чернилами (что для средневековья абсолютно нехарактерно) и содержит четыре пергаментных листа, основную часть которых занимает неоконченная поэма «Суд Либуши» (120 стихов) — о том, как княжна Либуше созвала суд, чтобы рассудить спор двух братьев, Хрудоша и Стяглава, по поводу наследства. В этом суде участвуют представители всех земель Чехии, которые устраивают даже тайное голосование, а кроме того, у древних чехов имеются письменные законы («доски»). Всё это отражало политические идеалы чешских просветителей. Один из присутствующих на суде — Ратибор из Крконоше — говорит следующие знаменитые слова, ставшие лозунгом чешского патриотического движения:
"Негоже нам искать у немцев правду" (Nechvalno nám v Němciech iskati pravdu; а именно, следовать немецкому обычаю отдавать наследство старшему сыну) — ведь предки чехов сами принесли закон в свою землю из-за «трёх рек». Этими словами заканчивается рукопись. Перед собственно «Судом Либуши» идёт ещё короткий отрывок из 10 строк под условным названием «Сеймы» (Sněmy), где сообщаются общие сведения о законах древних чехов.
Зеленогорская рукопись оказала большое влияние на чешскую культуру, на её мотив написана опера Бедржиха Сметаны «Либуше».
В отличие от Краледворской рукописи, подлинность которой долго никем не оспаривалась, Зеленогорская рукопись была сразу разоблачена учителем Ганки — основателем славистики Йозефом Добровским. Именно поэтому она была опубликована сначала не в Чехии, а в принадлежавшем Российской империи Царстве Польском (1820), хотя затем всё же вышла в Чехии (в журнале «Крок»). Добровский ответил на эту публикацию уже печатно, выступив с рядом статей в чешской прессе. Однако его голос потонул в хоре чешских патриотов, обвинивших филолога, имевшего первостепенные заслуги перед чешским возрождением, в том, что он «славянствующий немец». Большинство русских учёных XIX века (в том числе И. И. Срезневский, А. А. Куник, А. С. Петрушевич и др.) также считали «Суд Либуши» подлинным. Однако с конца XIX века возобладал скептический взгляд на обе рукописи. В частности, знаменитые слова о губительном немецком обычае единонаследия оказались явным анахронизмом; этот обычай появился у немцев только в XIV в., то есть значительно позже и легендарных «времён Либуше» (VIII—IX вв.), и заявленного Ганкой времени создания конкретной рукописи (X в.); ряд саркастических замечаний по поводу этого пассажа высказал уже Добровский. Палеографическая, историческая и лингвистическая несообразность Зеленогорской рукописи была доказана на рубеже XIX и XX веков, и научная дискуссия по этому вопросу в основном завершилась незадолго до обретения Чехословакией независимости. В наше время небольшая группа чешских националистов по-прежнему защищает историчность рукописи.